# Gul'kevičskij rajon
Il Gul'kevičskij rajon (in russo Гулькевичский район?) è un rajon del Kraj di Krasnodar, nella Russia europea.